# 앨런 샤스타네

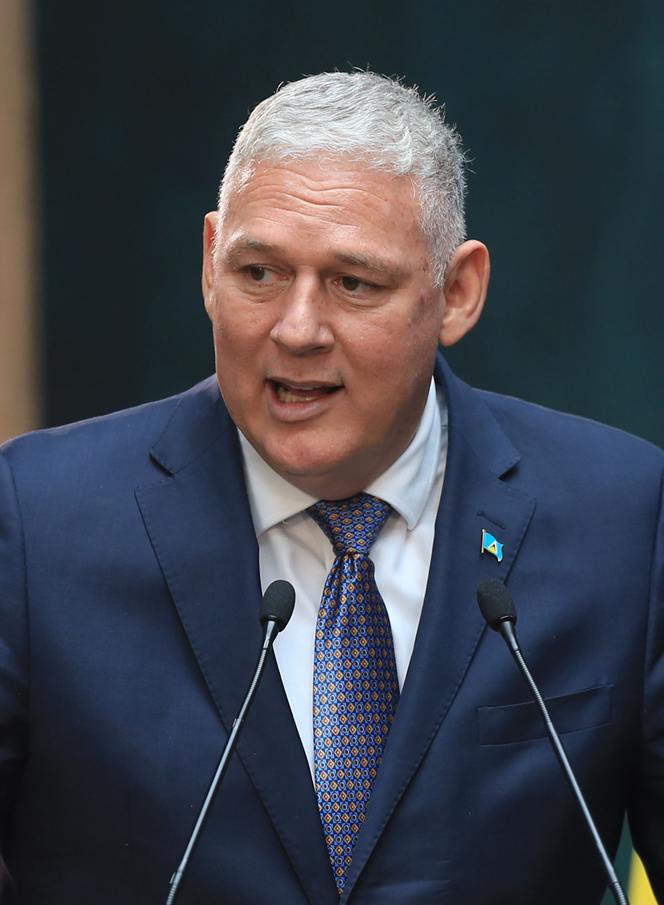

앨런 샤스타네(Allen Chastanet, 1960년 11월 20일 ~ )는 세인트루시아의 사업가이자 정치인이다. 호텔 경영인으로 일하다가 2006년 관광부 장관이 되었으며 2016년부터 2021년까지 중도우파의 연합노동자당 소속으로 세인트루시아의 총리직을 역임했다. 2021년 총선에서 세인트루시아 노동당에 패하여 야당 대표가 되었다.